# Sparre (heraldik)

Sparre.

En sparre, även chevron, är en heraldisk häroldsbild som består av ett uppochnedvänt V. En sparre vars spets inte når övre sköldkanten är sänkt, och en uppochnedvänd sparre är störtad eller nedvänd som är fallet med Lars Anundsson (två nedvända sparrar) från ett dokument 1409 och den nedan nämnda Sune Håkansson.. En sparre vars spets och ben inte når sköldkanten kallas för svävande sparre. 
Åtminstone två svenska ätter, Körning och Silfversparre för i vapnet en balk, belagd med två eller tre sparrar. 
Sparrar finns bland annat i Sparresläkternas vapen och i Krokoms kommunvapen.

## Bilder

Sänkt sparre där sparrens övre topp inte har kontakt med övre sköldkanten.
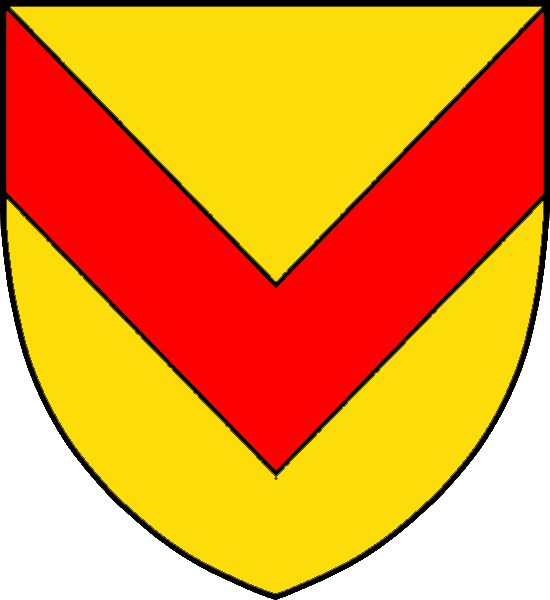
Störtad sparre, känd från Mats Gustavsson, som i sitt sigill, under en tid förde en störtad sparre efter att han mördat en biskop.
En av vågskuror bildad dubbel blå sparre, sänkt och störtad (Krokoms kommunvapen).
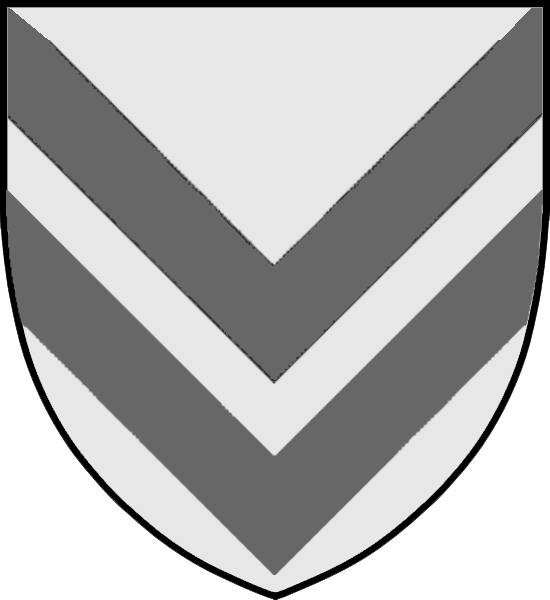
Sune Håkansson (två nedvända sparrar) förde ett vapen som beskrivs som 2 störtade, eller nedfällda sparrar
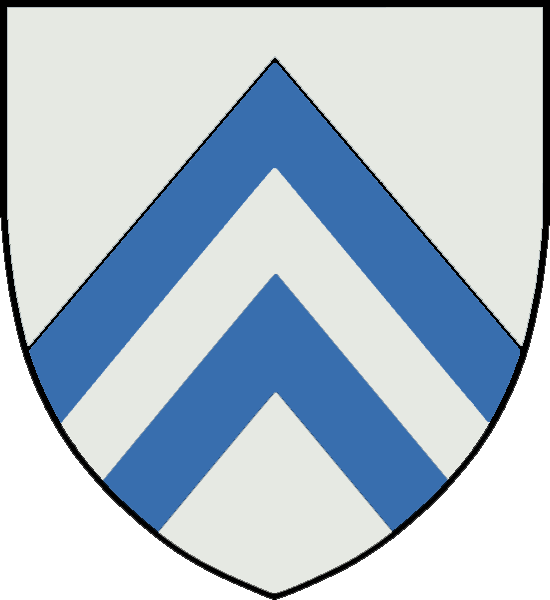
Ätten Sparre av Ellinge förde en sänkt dubbel sparre
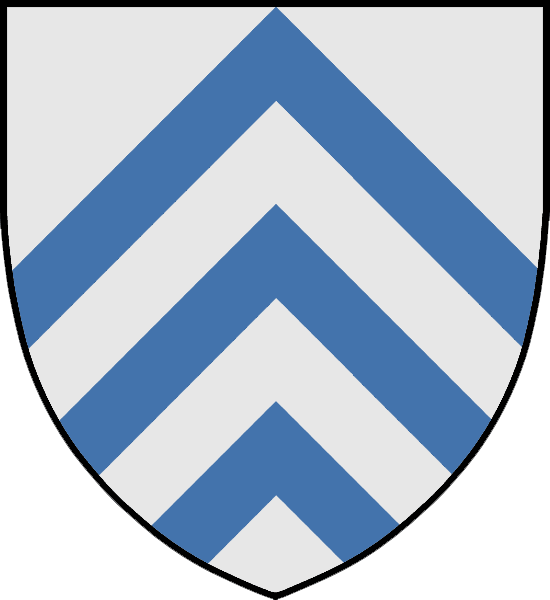
Sparre av Skåne förde tre blå sparrar i vitt fält
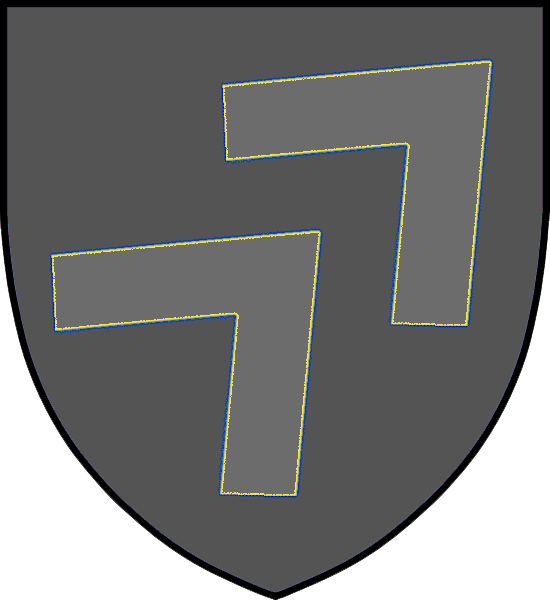
Vapensköld för fogden i Uppsala, Tord djäken, som förde två svävande sparrar i ginbalk.
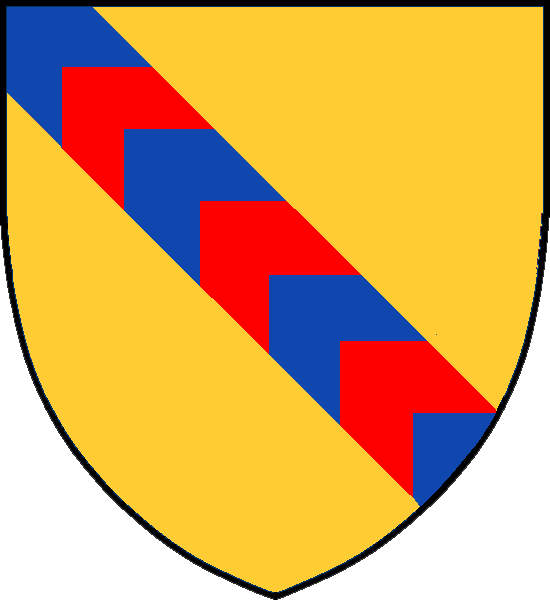
Ett av äldre släkten Körnings vapen, med en balk belagd med sparrar
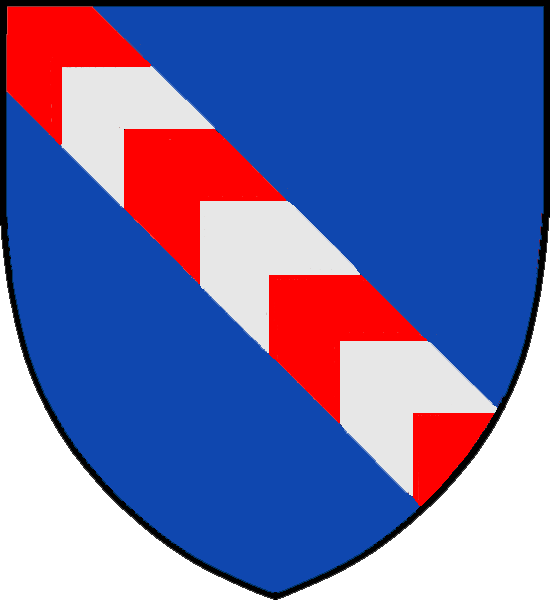
Ett av Ätten Silfversparres vapen, med en balk belagd med sparrar